# Sundacypha striata
Sundacypha striata is een libellensoort uit de familie van de Chlorocyphidae (Juweeljuffers) , onderorde juffers (Zygoptera).
De wetenschappelijke naam van de soort is voor het eerst geldig gepubliceerd in 1999 door Orr.